# Laternenzüngler
Laternenzüngler (Neoscopelidae) sind eine Familie kleiner Tiefseefische. Sie leben im Atlantik, Pazifik und im Indischen Ozean in größeren Tiefen zwischen 250 und 1400 Metern. Über die Lebensweise der Laternenzüngler ist fast nichts bekannt.

## Merkmale
Laternenzüngler werden 20 bis 30 Zentimeter lang. Sie haben einen seitlich zusammengedrückten mit ursprünglichen Rundschuppen besetzten Körper. Lediglich Solivomer arenidens hat Kammschuppen. Die Afterflosse beginnt hinter dem Ende der Rückenflosse. Die Gattung Neoscopelus hat entlang der Unterseite vom Kopf bis zum Ansatz der Schwanzflosse und am Zungenrande ovale Leuchtorgane, die anderen Gattungen sind ohne Photophoren. Die Gattung Scopelengys hat keine Schwimmblase, sehr kleine Augen und nur eine schwache Muskulatur. Sie scheint, wie viele andere Tiefseefische, eine sehr träge Lebensweise zu haben.

## Systematik
Es gibt drei Gattungen mit insgesamt sechs Arten.
- Neoscopelus

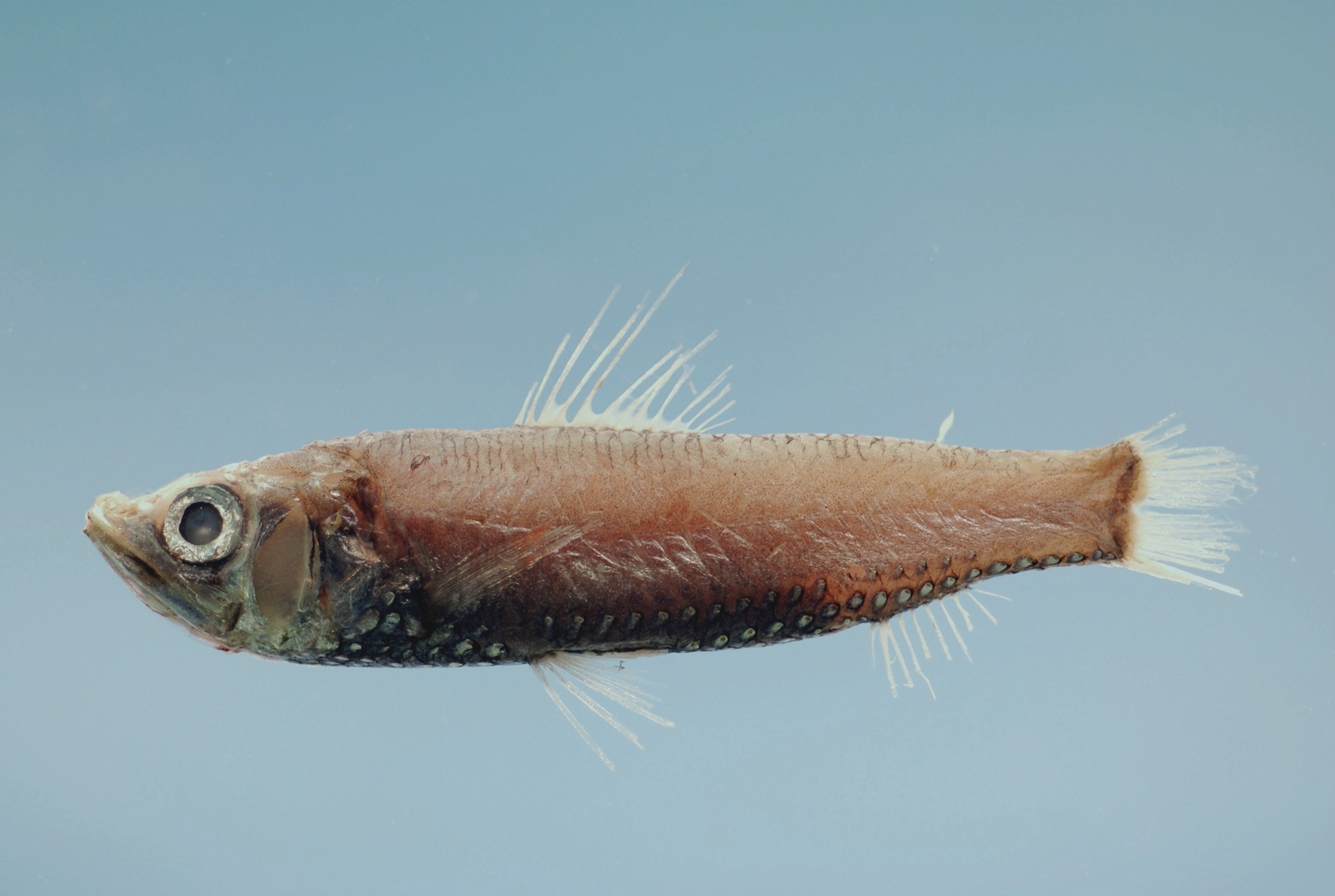
Neoscopelus microchir

  - Großschuppiger Laternenfisch (Neoscopelus macrolepidotus) Johnson, 1863
  - Neoscopelus microchir Matsubara, 1943
  - Neoscopelus porosus Arai, 1969
- Scopelengys
  - Scopelengys clarkei Butler & Ahlstrom, 1976
  - Scopelengys tristis Alcock, 1890
- Solivomer
  - Solivomer arenidens Miller, 1947